# Шевцов, Юрий Николаевич
Юрий Николаевич Шевцов (02.08.1913 — 23.01.1996) — советский государственный деятель, 1-й заместитель председателя Винницкого областного исполнительного комитета, 1-й секретарь Винницкого промышленного обкома КПУ. Депутат Верховного Совета УССР 6-го созыва.

## Биография
Член ВКП(б).
В 1953 — январе 1963 г. — 1-й заместитель председателя исполнительного комитета Винницкого областного совета депутатов трудящихся.
В январе 1963 — декабре 1964 г. — 1-й секретарь Винницкого промышленного областного комитета КПУ.
В декабре 1964—1970 г. — секретарь Винницкого областного комитета КПУ.
В 1970—1973 гг. — начальник Винницкого территориального управления Главснаба УССР.

## Награды
- орден Ленина (26.02.1958)
- ордена
- медали